# Inhuman Rampage
Albums de DragonForce
Sonic Firestorm
(2004) Ultra Beatdown
(2008)
Singles
1. Operation Ground and Pound
Sortie : 6 janvier 2006
2. Through the Fire and Flames
Sortie : 3 août 2006

Inhuman Rampage est le troisième album du groupe britannique de power metal DragonForce, publié le 9 janvier 2006 par Noise Records et Sanctuary Records.
Des vidéo clips ont été tournés pour les titres Through the Fire and Flames et Operation Ground And Pound. Cependant, on peut remarquer que les vidéos sont plus courtes que les titres originaux, certains passages des titres ayant été supprimés.

## Liste des chansons
| No | Titre                                    | Paroles                   | Musique           | Durée |
| -- | ---------------------------------------- | ------------------------- | ----------------- | ----- |
| 1. | Through the Fire and Flames              | Totman, Theart            | Totman            | 7:24  |
| 2. | Revolution Deathsquad                    | Totman                    | Totman            | 7:53  |
| 3. | Storming the Burning Fields              | Pruzhanov                 | Pruzhanov         | 5:20  |
| 4. | Operation Ground and Pound               | Totman, Theart            | Totman            | 7:45  |
| 5. | Body Breakdown                           | Pruzhanov, Li, Totman     | Pruzhanov         | 6:59  |
| 6. | Cry for Eternity                         | Totman                    | Totman            | 8:13  |
| 7. | The Flame of Youth                       | Li                        | Li                | 6:42  |
| 8. | Trail of Broken Hearts                   | Pruzhanov, Totman, Theart | Pruzhanov, Totman | 5:57  |
| 9. | Lost Souls in Endless Time [Bonus Track] |                           |                   |       |